# Catherine Eddowes
Catherine ”Kate” Eddowes (14. april 1842 – 30. september 1888) var et af ofrene i sagen om Whitechapel-mordene. Hun var den anden person, der blev myrdet den 30. september 1888, da det første offer, Elizabeth Stride blev myrdet mindre end en time tidligere. Begge mord menes at være blevet begået af den uidentificerede seriemorder Jack the Ripper. 

## Baggrund
Eddowes, også kendt som Kate Conway eller Kate Kelly efter sine to samlevere, blev født i Graisley Green, Wolverhampton, den 14. april, 1842. Hendes far, George Eddowes, var blikkenslager og hendes mor, Catherine, var hjemmegående med 10 børn. Året efter hendes fødsel flyttede familien til London, men hun vendte senere tilbage til sit fødested for at arbejde på tinfabrikken. Efter hun mistede jobbet flyttede hun sammen med en tidligere soldat, Thomas Conway, til Birmingham, og senere flyttede de til London. Sammen med ham fik hun tre børn; en pige og to drenge, men familien skiltes efter at hun begyndte at drikke i 1880. Et år efter flyttede hun sammen med John Kelly til Flower and Dean Street, Spitalfields, der på dette tidspunkt var et af de værste slumkvarter i London. Her startede hun som prostitueret for at kunne betale huslejen. 
Sommeren 1888 tog Eddowes, Kelly og en af deres venner ved navn Emily Birrell forskellige job på vej til Kent, men ved slutningen af høsten, da de vendte tilbage til London var deres penge næsten opbrugt. Eddowes og Kelly delte deres sidste sixpence; hvor han fik 4 pence og hun 2 pence, for at kunne betale for hver deres leje for natten i Mile End. De mødtes igen om morgenen, den 28. september, men tidligt på eftermiddagen skiltes Eddowes og Kellys veje igen, da Eddowes ville prøve at låne nogle penge af sin datter, Annie Phillips, der var gift med en bøssemager fra Southwalk. Efter at have pantsat sine støvler fik Kelly penge til natlogi, og ifølge værten var han der hele natten . 

## Sidste timer
Klokken 08:30 om morgenen lørdag den 29. september, blev Eddowes fundet beruset på vejen mod Aldgate af konstabel Louis Robinson, og derefter taget med på politistationen hvor hun kom i detention så hun kunne blive ædru. Hun blev løsladt omkring klokken 13 den 30. september. Da hun forlod politistationen, gik hun til venstre mod Aldgate, i stedet for at gå den lige vej hjem til Flower and Dean Street. Hun blev sidst set i live omkring klokken 13.35 af tre herrer på hjem vej fra en klub, men politiinspektøren Donald Swanson antydede i sin rapport, at et af vidnernes identifikation af kvinden, som efter sigende skulle være Eddowes, var tvivlsomt. 
På tidspunktet for hendes død blev Eddowes beskrevet som ca. 1.52 cm høj, med mørkt rødbrun hår, nøddebrune øjne, og bogstaverne TC, for Tom Conway, tatoveret med blåt blæk på sin venstre underarm . Venner af Eddowes beskrev hende som:” intelligent og lærd, men i besiddelse af et heftigt temperament” ..
Omkring klokken 1.45 blev Eddowes lemlæstede lig fundet i det sydvestlige hjørne af Mitre Square af politibetjent PC Edward Watkins. Watkins udtalte, at han ankom til pladsen omkring kl. 01:44, og efter fundet tilkaldte han assistance fra et tepakhus på torvet, hvor nattevagten George James Morris, der tidligere havde været politimand, ikke havde bemærket noget usædvanligt. Heller ikke hverken den anden vægter George Clapp ved 5 Mitre Square eller politimand Richard Pearse på 3 Mitre Square.
Eddowes var blevet dræbt og lemlæstet på pladsen mellem klokken 1.35 og 1.45, og lægen Dr. Frederick Gordon Brown, der kom ved 02:00, fortalte om scenen:

”Kroppen lå på ryggen, med hovedet vendt mod venstre skulder. Armene lå ud til siden, som om de var faldet der. Begge håndflader lå opad, og fingrene var let bøjet. Et fingerbøl lå ud for fingeren på højre side. Tøjet var trukket op over maven. Lårene var nøgne. Venstre ben lå i en linje med kroppen. Underlivet var blottet. Højre ben bøjet ved lår og knæ.
Kysen var bag på hovedet – store vansiringer af ansigtet. Halsen skåret over. Under halsen et halstørklædet. ... Tarmene var blevet trukket ud i et stort omfang og placeret over højre skulder, de var smurt. Et stykke på omkring 60 cm var blevet helt løsrevet fra kroppen og placeret mellem kroppen og den venstre arm. Lap og øret fra højre side var blevet skåret skråt igennem. Der var en større mængde af størknet blod på fortovet, på venstre side af halsen, rundt om skulderen og på det øverste af armen, og væske af blodfarvet serum, var strømmet ud under nakken ved højre skulder, hvor fortovet skråner i den retning.

Kroppen var ganske varm. Ingen dødsstivhed havde fundet sted. Hun må været blevet dræbt indenfor en halve time. Vi kiggede efter overfladiske skrammer og så ingen. Ingen blod på maveskindet eller væske af nogen art på lårene. Intet sprøjtende blod på mursten eller fortovet. Ingen mærker af blod midt på kroppen. Flere knapper blev fundet i det størknet blod, efter at kroppen blev fjernet. Der var ingen blod på forsiden af tøjet. Der var ingen spor af de nylig sammenværn.” 
Brown gennemførte en obduktion senere den eftermiddag hvor han skrev:
”Efter at have vasket venstre hånd forsigtigt sås et blåt mærke på størrelse med en sixpence, nyt og rød, fundet på bagsiden af venstre hånd mellem tommelfingeren og pegefingeren. Et par små blå mærker på højre skinnebenet af ældre dato. Hænder og arme var brune. Ingen blå mærker i hovedbunden, på bagsiden af kroppen, eller albuer. ... Dødsårsagen var blødning fra venstre halspulsåren. Døden var øjeblikkelig, og lemlæstelserne blev påført efter døden ... Der ville ikke være meget blod på morderen. Snittet blev foretaget af en person til højre for kroppen, knælende ... Bughinden blev skåret igennem fra venstre side og venstre nyre forsigtigt taget ud og fjernet. ... Jeg tror, den der har begået handlingen må have haft en betydelig viden om placeringen af organerne i bughulen, og måde at fjerne dem på. De fjernede dele ville ikke være til nogen nytte for professionelle. Det kræver en del viden at fjerne nyre og at vide, hvor det er placeret. En sådan viden findes hos en der er vant til at skære dyr op. Jeg tror gerningsmanden haft tid nok ... Det ville tage mindst fem minutter. ... Jeg tror, det var én person.” 
.
Politipsykologen Thomas Bond, var uenig med Browns vurdering af morderens evner. Bonds rapport til politiet fortalte:” I hvert tilfælde blev lemlæstelse påført af en person, som ikke havde nogen videnskabelig eller anatomiske viden. Efter min mening, har han ikke engang den tekniske viden som en slagter eller hesteslagter eller andre, der er vant til at skære i døde dyr ”. Den lokale kirurg Dr. George William Sequeira, som var den første læge på stedet, og embedslægen William Sedgwick Saunders, der også var til stede under obduktionen, mente også, at morderen manglede anatomiske færdigheder og ikke havde søgt efter specifikke organer. Ud over de abdominale sår, havde morderen skåret i Eddowes ansigt: over broen ved næsen, på begge kinder, og gennem øjenlåg på begge øjne. Spidsen af hendes næse og en del af det ene øre var skåret af. 

### Begravelsen
Catherine Eddowes blev begravet i en elmetræskiste mandag den 8. oktober, 1888, i City of London Kirkegård, i en anonym grav. Kelly og Eddowes søster deltog.
I slutningen af 1996 besluttede myndighederne at markere hendes grav med en mindeplade .

## Fodnoter
1. ↑  Casebook: Jack the Ripper – Catherine Eddowes
2. ↑  "Panoramio – Photo of The body of the fourth of the victims of Jack the Ripper, Catherine Eddowes 's was discovered here – Mitre Square – London EC3A". Arkiveret fra originalen 17. oktober 2016. Hentet 22. oktober 2011.
3. ↑  catherine eddowes | Tumblr (Webside ikke længere tilgængelig)
4. ↑  Someone asked for Jack the Ripper. This was the... – Fuck yeah, Serial Killers!
5. 1 2  "Casebook: Jack the Ripper – Dr. Frederick Gordon Brown". Arkiveret fra originalen 7. april 2013. Hentet 22. oktober 2011.
6. ↑  Dr. Bond...being Dr. Bond – Casebook Forums
7. ↑  Catherine Eddowes (1842 – 1888) – Find A Grave Memorial